# Klaus Mann
Klaus Mann (Múnich, 18 de noviembre de 1906-Cannes, 21 de mayo de 1949) fue un escritor alemán. Segundo hijo del también escritor alemán Thomas Mann y su esposa Katia Pringsheim, mantuvo una auténtica pasión literaria desde niño que abarcó todos los géneros: poesía, obras de teatro, narrativa y artículos. Frecuentó desde muy joven a las personalidades artísticas de la época. Tras la publicación de su primera novela (La danza piadosa), de temática homosexual, se lo consideró el “enfant terrible” de la República de Weimar.

## Biografía
Su carrera literaria se inicia en 1924 en Berlín, como crítico literario y teatral. Su brillante trayectoria de autor cosmopolita sufrió un giro drástico con la llegada de Hitler al poder mediante una toma de conciencia en la que apela sin tregua contra el nazismo, convirtiéndose en uno de los más destacados representantes de la literatura alemana del exilio, primero en Europa, luego en Estados Unidos. Ese permanente desarraigo e inconformismo ante el inaceptable caos moral provocado por la Segunda Guerra Mundial recorre su originalísima obra, redescubierta en su conjunto bastante después de su suicidio.

### Juventud

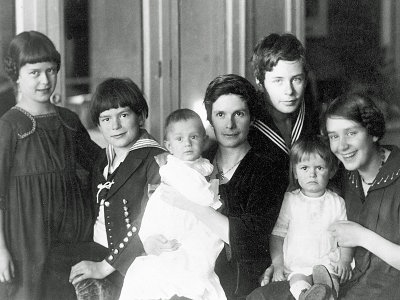
Katia Mann y sus seis hijos. Klaus es el tercero desde la derecha.

Vida y obra en Klaus Mann están impregnadas de una doble influencia, por un lado la sombra del padre, el más famoso escritor en lengua alemana del siglo XX, de otro, la búsqueda incesante de una razón social que oponer a la barbarie. Si por nacimiento accede a los privilegios que le proporciona la vasta cultura familiar, ya que los Mann eran una acaudalada familia luterana, su comportamiento desinhibido tentado siempre por toda clase de experimentos le causa no pocos problemas en su juventud, cosechando críticas que a veces van dirigidas a su encumbrado progenitor.
El joven Klaus pertenece a esa juventud dorada que no teme el escándalo, hijos de ricas familias que recibieron la educación más liberal que pueda imaginarse. Por la casa de los Mann desfilan celebridades como Bruno Walter, Hugo von Hofmannsthal o Jakob Wassermann, pero ello no es óbice para que el joven Klaus conozca todos los teatros y cabarets donde representa junto a su hermana Erika Mann, su inseparable, su amiga Pamela Wedekind y su amante, el célebre actor Gustaf Gründgens, alguna de sus piezas teatrales.
En 1925, ve publicados sus primeros trabajos literarios y la obra teatral Anja und Esther (Anja y Esther). Ese mismo año publica Der fromme Tanz (La danza piadosa), una de las primeras novelas de temática abiertamente homosexual.
Siempre a la búsqueda de nuevas experiencias personales y literarias, viaja con su hermana alrededor del mundo a cuyo regreso escribe la novela histórica Alejandro. Posteriormente realizan ambos una gira por Estados Unidos desde donde él envía crónicas para los periódicos alemanes y amplia su conocimiento de numerosos artistas, intelectuales y políticos. Este periodo se cierra en 1932 con la publicación, ya en Alemania y en un ambiente hostil que anuncia el triunfo del nacionalsocialismo, la novela Treffpunkt im Unendlichen (Encuentro en el infinito). Novela coral, cosmopolita, de acciones que se desarrollan simultáneamente a veces a partir del mismo motivo, aporta un fresco social de la época, a la vez que indaga en la posibilidad de una coincidencia amorosa en el tiempo y espacio, lo que tiene lugar tras muchos rodeos en Fez, y a través de la droga. Novela de madurez juvenil, repleta de inquietud ante lo que de forma ineludible se aproxima.
Los nazis se instalan en el Gobierno en 1933 y con ellos acaba un mundo, como anuncia el suicidio de su íntimo amigo Ricki Hallgarten, iniciándose así un largo exilio, a la espera de que el régimen que quema libros como los suyos, caiga por la intervención de las potencias democráticas de Europa. Hoffnung auf Amerika (Esperanza en América) es el título de una de sus conferencias en Europa antes del refugio en Estados Unidos, donde se instala toda su familia.

### Segunda Guerra Mundial y lucha contra el nazismo
Desde que el nazismo se instala en Alemania Klaus Mann clamará de forma incesante y a través de todos los medios a su alcance: artículos, revistas literarias, conferencias y congresos su descontento en contra del poder de los bárbaros. Porque el escritor argumenta que el nazismo implica, además de violencia y brutalidad extremas, el fin de las bases morales, estéticas y políticas de la civilización europea. O lo que es su ineludible consecuencia, la derrota de la cultura obligadamente enfrentada a la sinrazón, el caos. La denuncia de las componendas y trampas tendidas en esa lucha, impregna las obras de este período, como Mephisto (1936), Der Vulkan (El volcán, 1939) o su autobiografía Der Wendepunkt, ampliada en The Turning Point (Cambio de rumbo, 1942).
Autor consecuente con su ideario participa como corresponsal en la guerra civil española, forma parte del Frente Antifascista con intelectuales de relieve, se entrevista con políticos, banqueros y artistas norteamericanos, e incluso consigue ser admitido como soldado del ejército estadounidense (1941) y muy pronto se hace redactor de su revista Stars and Stripes tras sufrir una investigación a cargo del FBI por ser sospechoso de ideología comunista, además de ser abiertamente homosexual. Aunque en 1936 había obtenido la nacionalidad checa hasta 1943 no logra la nacionalidad estadounidense.
En los doce años de exilio se alterna el desaliento con la esperanza en la sociedad que surja de las ruinas: numerosos amigos e intelectuales de renombre se han suicidado, el ya citado Ricky Hallgarten, René Crevel, Stefan Zweig o Virginia Woolf. Cuando el Régimen de Hitler está a punto de ser vencido, desembarca en Italia y luego pone pie en Alemania donde encuentra el país devastado, la casa familiar de Múnich en ruinas y una sociedad que no le acoge como libertador.
Durante este período realiza entrevistas a personalidades políticas y artísticas relevantes, colaboradores del régimen, así a Hermann Göring, al filósofo Karl Jaspers, los músicos Franz Lehár o Richard Strauss, denunciando tanto la colaboración activa como la ignorancia cómoda frente a los crímenes nazis, algo que también achaca a la mayoría del pueblo alemán. Sus artículos y reportajes describen con la misma ironía mordaz las reacciones de la sencilla espectadora de un cine de barrio ante las imágenes de los campos de exterminio, que los jóvenes escolares afirmando que Hitler no ha muerto y volverá.
Artículos y poemas que recogen la evolución de su pensamiento político desde su juventud hasta su suicidio, centrada en la idea de Europa y la crisis de la cultura se recogieron en la edición francesa de Le condamné à vivre (El condenado a vivir) también editado en España. Noticias que afectan a su vida íntima, retratos de políticos, comentarios ante artistas que desaparecen, componen un fresco social brillante a partir de su propia biografía.
Entre el desaliento y la esperanza participa en foros intelectuales tratando de fundamentar las bases del futuro de Europa, pero la fragmentación ideológica le impide llegar a ningún acuerdo común que evite la confrontación entre los bloques surgidos. Su hermana Erika, su alma gemela, se ha distanciado definitivamente de él, tomando partido por el padre. Las dificultades para ver publicadas sus obras en Alemania se suceden.
El peso de alguna ruptura sentimental se hace más fuerte y Klaus Mann se suicida en un hotel de Cannes. Su novela más popular, Mephisto, fue publicada por primera vez en Ámsterdam en la editorial Querido (1936), como ya había ocurrido con Flucht in den Norden (1934) y todas las que le siguen, no siendo editada en Alemania Occidental hasta 1981, y solo tras una dura batalla legal con los herederos de Gustaf Gründgens, amigo y amante suyo y marido de su hermana por un tiempo, símbolo de la colaboración y arribismo en el gobierno de los nazis.

## Consideraciones críticas
La paulatina reedición en Alemania y Europa bastantes años más tarde de la finalización de la Segunda Guerra Mundial, consagra su aura de autor maldito, imponiendo el reconocimiento al conjunto de la obra de enorme originalidad, aunque siempre comparada con la de su ilustre progenitor.
Pero Klaus es un autor moderno, inconformista, recorrido por impulsos y emociones contradictorias; algo muy perceptible cuando enfocan similares preocupaciones (Doctor Faustus Thomas Mann, Mefisto, Klaus Mann). El punto de vista y el estilo literario muestran el mismo abismo que les separó al encarar sus pasiones y comportamientos en su vida diaria. El tratamiento sencillo, en tono menor con que se encaran personajes históricos en Klaus, a veces como un mero divertimento estético (Sinfonía Patética, 1935, en torno a la figura de Piotr Chaikovski y su sobrino Vladímir Davýdov, a quien dedicó la Sinfonía n.º 6, o La Ventana Enrejada alrededor del rey Luis II de Baviera, emblemas de homoerotismo y decadencia social) contrasta con el clasicismo denso, siempre brillante de Charlotte en Weimar de Thomas Mann, en torno a la figura de Goethe en sus últimos años.
Klaus Mann figura a la cabeza de los autores europeos que integran la literatura del exilio. La rivalidad competitiva con el padre, la relación afectiva con su hermana, su desequilibrio emocional tentado por el suicidio, lo convirtieron en el punto de mira de los Mann, una familia donde escribieron casi todos; su tío Heinrich Mann, Erika, sus hermanos, Golo, Monika y Michael Thomas, acabando por forjar el mito de una familia donde la cultura es siempre el elemento aglutinador de acuerdos y desafectos.
Frederic Kroll, gran conocedor de la totalidad de su obra, reivindica el Klaus Mann exento de cualquier carga retórica o propuesta moral de Encuentro en el infinito y Sinfonía Patética frente a sus obras más divulgadas. Criterio confirmado por el estilo que se percibe en la novela sobre la que trabajaba a su muerte, The last day (1949).
Las piezas teatrales de Klaus Mann siguen sin haberse traducido al castellano, pero algunas de sus obras fueron adaptadas al cine o han servido de guiones cinematográficos, Paisà de Roberto Rossellini, Mefisto de István Szabó, el film Luis II de Baviera llevada al cine por Luchino Visconti, adaptación de La Ventana Enrejada, Huida al Norte, El Volcán, Escapar para vivir, la serie para televisión Los Mann, testimonian el atractivo de las imágenes que suscitan la literatura y vida de Klaus Mann en Europa.

## Obras
- Der fromme Tanz, 1925
- Anja und Esther, 1925
- Revue zu Vieren, 1927
- Kind seiner Zeit, 1932
- Treffpunkt im Unendlichen, 1932
- Flucht in den Norden, 1934
- Symphonie Pathétique, 1935
- Mephisto, 1936
- Der Vulkan, 1939
- The Turning Point, 1942
- André Gide and the Crisis of Modern Thought, 1943

## Obras traducidas al español
- Alejandro: novela utópica, ISBN 978-84-2831-7, edit. Juventud S. A. 1994.
- Huida al norte, ISBN 84-376-0984-4 Ediciones Cátedra S. A.1991.
- Mefisto, ISBN 84-376-0984-4. Plaza &Janés (otras ediciones de esta novela, Salvat, Ultramar editores, Nuevas ediciones de Bolsillo).
- Novela de niños, ISBN 84-261-2724-X editorial Juventud. 1992
- La ventana enrejada: muerte de Luis II de Baviera, ISBN 978-84-7584-352-0. Laertes.1998.
- Desorden y dolor precoz: novela de niños. Una historia de familia contada por padre e hijo, ISBN 84-8428-022-. Alba editorial. 2000
- Hijo de este tiempo, ISBN 84-95587-04-01. Editorial Minúscula. 2001
- El volcán, ISNB 978-84-350-0861-4. Edhasa, 2003.
- Cambio de rumbo, ISBN 978-84-8428-335-5. Alba editorial. 2007.
- El condenado a vivir, ISBN 978-84-934652-3-0, editado por El Nadir ediciones, 2007.
- Encuentro en el infinito, ISBN 978-84-934652-7-8, editado por El Nadir ediciones (enlace roto disponible en Internet Archive; véase el historial, la primera versión y la última)., 2007.
- La danza piadosa, ISBN 978-84-936648-1-7. Cabaret Voltaire, 2009